# De Maltezer valk
De Maltezer valk (The Maltese Falcon) is een detectiveroman van Dashiell Hammett uit 1930. Dit verhaal over privédetective Sam Spade lag aan de basis van het Amerikaanse harde misdaadgenre ("hard-boiled fiction"). In 1941 werd The Maltese Falcon een succesvolle film noir met Humphrey Bogart.

## Verhaal
Sam Spade en Miles Archer hebben een detectivebureau in San Francisco. In opdracht van een zekere juffrouw Wonderly moet Archer Floyd Thursby schaduwen, een man die zou weten waar haar vermiste zus is. Tijdens deze nachtelijke opdracht wordt zowel Archer als Thursby neergeschoten. De politie beschouwt de zwijgzame Spade als een verdachte, want hij had een affaire met Archers vrouw Iva. Juffrouw Wonderly blijkt in werkelijkheid Brigid O'Shaughnessy te heten en ze heeft helemaal geen zus.
Spade krijgt bezoek van Joel Cairo, die hem 5000 dollar aanbiedt voor de Maltezer valk, maar Spade weet niet waar hij het over heeft. Hij merkt dat hij geschaduwd wordt door een jongen, Wilmer Cook. Hij ontdekt dat Cairo en Cook handlangers zijn van Casper Gutman, een zwaarlijvige schurk die al jaren op zoek is naar de Maltezer valk. Deze valk was een zestiende-eeuws geschenk van de Orde van Malta aan de koning van Spanje. Ze bestaat uit waardevolle juwelen met een zwarte glazuurlaag als camouflage. Brigid O'Shaughnessy en Floyd Thursby werkten vroeger voor Gutman, maar daarna zijn ze op eigen houtje naar de valk gaan zoeken.
Een gewonde man die met het schip La Paloma in San Francisco aangekomen is, brengt een pakje binnen bij Spade, en sterft. Het pakje bevat de Maltezer valk. Gutman koopt de valk voor 10.000 dollar, maar ze blijkt nep te zijn. Spade geeft het geld terug, maar houdt 1000 dollar als onkostenvergoeding. Daarna vertrekken Gutman en Caïro. Wilmer Cook is inmiddels gevlucht omdat hij niet als zondebok voor de moord op Archer en Thursby wil fungeren.
Spade vertelt Brigid dat hij weet dat zij Archer neergeschoten heeft. Haar bedoeling was om Thursby voor die moord op te laten draaien. Brigid smeekt Spade om haar niet aan de politie uit te leveren, maar hij is onvermurwbaar. Wanneer de politie haar komt arresteren, vertelt deze dat Wilmer Cook Gutman neergeschoten heeft.

## Personages
- Sam Spade: een privédetective in San Francisco.
- Miles Archer: de partner van Spade.
- Iva Archer: de vrouw van Miles.
- Effie Perine: de secretaresse van Spade en Archer.
- Brigid O'Shaughnessy: een cliënte van Spade en Archer.
- Floyd Thursby: een man die Spade en Archer moeten schaduwen.
- Lieutenant Dundy: een rechercheur (vergelijkbaar met een inspecteur).
- Sergeant Polhaus: een rechercheur (brigadier).
- Joel Cairo: een man die voor Gutman werkt.
- Wilmer Cook: een jongen die voor Gutman werkt.
- Casper Gutman: een zwaarlijvige schurk die al jaren op zoek is naar de valk.

## Achtergrond
De Maltezer valk was een van de eerste harde misdaadromans. In tegenstelling tot de klassieke Britse detectiveroman speelt hij zich af in het gangstermilieu van een Amerikaanse grootstad (San Francisco). Sam Spade is een stoere kerel die een wapen draagt en regelmatig met iemand op de vuist gaat. Typisch is ook de rol van de verleidelijke O'Shaugnessy, van wie lange tijd onduidelijk blijft of ze een goede vrouw is of een femme fatale.
De Maltezer valk is een klassiek voorbeeld van een macguffin: een voorwerp dat iedereen in handen wil krijgen en dat daarmee de plot vooruitstuwt.
Hammett zou het appartement van Sam Spade op zijn eigen appartement in Post Street, San Francisco gebaseerd hebben.

## Verfilmingen
- The Maltese Falcon (1931)
- Satan Met a Lady (1936)
- The Maltese Falcon (1941)